# 约瑟夫·牛顿·钱德勒三世
罗伯特·伊万·尼科尔斯（英语：Robert Ivan Nichols），化名约瑟夫·牛顿·钱德勒三世（1926年9月12日—2002年7月23日，英语：Joseph Newton Chandler III），曾是美国一名身份不明的身份盗窃者，2002年7月在俄亥俄州伊斯特莱克自杀。他死后，调查人员发现他窃取一名8岁男孩的身份，这名男孩于1945年在德克萨斯州的一场车祸中丧生。
2016年底，俄亥俄州克利夫兰美国法警服务公司宣布，国际识别者的法医谱系专家科琳·菲茨帕特里克博士将尼科尔斯的Y-STR档案与公共遗传谱系Y-STR数据库进行对比，确认他的姓氏可能是“尼古尔斯”。2018年3月，无名氏DNA项目确认尼科尔斯的真实身份是罗伯特·伊万·尼古尔斯。2018年6月21日，美国法警在克利夫兰举行新闻发布会上公布他的真实身份。

## 真正的约瑟夫钱德勒
约瑟夫·牛顿·钱德勒三世出生在纽约州布法罗，于1945年12月21日在得克萨斯州一场交通事故中与父母一同丧生，时年8岁，由于媒体在报道中出现差异，事故可能发生在谢尔曼或者韦瑟福德。

## 生前经历
罗伯特·尼科尔斯于1926年9月12日出生于印第安纳州新奥尔巴尼，父母是塞拉斯·尼科尔斯和阿尔法·尼科尔斯，他们育有四个儿子。尼科尔斯参加第二次世界大战并加入美国海军，在1945年冲绳附近亚伦·沃德号担任消防员（后来船只被日本轰炸）。他受伤后被授予紫心勋章。战后他烧了军装。
尼科尔斯于1947年与拉维恩·科特结婚，他们有三个儿子，尼科尔斯在通用电气担任绘图员。1964年，尼科尔斯离开妻儿，同年提出离婚。他搬到了密歇根州迪尔伯恩，他告诉父母他在汽车行业工作。1965年3月，他写信给父母说他搬到加利福尼亚州里士满，同月他还给在加利福尼亚州纳帕市的儿子菲尔写了一封信。此后他的家人再也没有收到他的消息，他们在1965年上报失踪。他的家人雇佣侦探在加利福尼亚州和印第安纳州找他，发现找不到任何认识他的人。根据美国国税局的说法，尼科尔斯在1976年之前一直用真名工作。
1978年，他在克利夫兰的工程公司Edko公司工作，后来在化工公司路博润担任电气设计师和绘图员，公司于1997年将他解雇。他声称有一个叫“玛丽·威尔逊”的妹妹；然而，他提供玛丽在俄亥俄州哥伦布地址是虚构的，尼科尔斯实际出生在新奥尔巴尼的相同地址。
尼科尔斯被称为隐士，只有工作和吃饭时才会离开公寓。同事们说他很少跟别人说话，几乎没有朋友。在1992年万圣节聚会上，他穿着黑帮模样参加活动，但整晚都没和任何人说话。他还做出一些古怪行为，如听几小时白噪音，有一次开车去缅因州的L.Bean商店（开车至少10小时，行驶1100公里），发现商店停车场没有空位后迅速掉头开车回俄亥俄州。

## 自杀
他的尸体于2002年7月30日在他的公寓里发现。他应该在一周前用几个月前购买的.38口径宪章武器左轮手枪开枪自杀。他在日历上标出了自杀前的日子。在开枪之前，他关上了百叶窗，关掉空调，这可能加速尸体分解过程。他曾被诊断出患有结肠癌，这可能是他自杀的原因。
他的银行账户里有8.2万美元，并将他的同事列为紧急联系人。当局发现找不到他任何亲戚时，才发现他是身份盗窃者，并发现真正的钱德勒在几十年前已经去世。当局找不到任何有用的指纹来进行身份识别，发现他在2000年去俄亥俄州莱克县一家医院做过结肠癌手术后才获得他的DNA样本。

## 标识
2014年，按警方要求，俄亥俄州北区联邦法警彼得·J·埃利奥特重启此案。从医院拿到的组织样本中提取DNA生成CODIS配置文件，但是匹配没有结果。2016年，埃利奥要求法医系谱学家科琳·菲茨帕特里克将组织样本中获得的Y-STR谱与公共Y-STR遗传谱系数据库进行匹配，匹配表明他可能姓“尼古拉斯”或“尼科尔斯”。2018年，无名氏DNA项目使用常染色体SNP分析，通过对全基因组公司得到的DNA结果进行生物信息学分析，并使用GEDmatch进行DNA匹配，确定钱德勒就是印第安纳州新奥尔巴尼的工程绘图员“罗伯特·伊万·尼科尔斯”，与罗伯特·尼科尔斯的儿子“菲尔·尼科尔斯”的CODIS匹配确认他的身份。